# Jerzy Maj (farmakolog)
Jerzy Michał Maj (ur. 14 lipca 1922 w Brześciu nad Bugiem, zm. 9 lutego 2003 w Krakowie) – polski farmakolog, profesor nauk farmaceutycznych, członek Polskiej Akademii Nauk i Polskiej Akademii Umiejętności, autor ponad dwustu pięćdziesięciu prac badawczych, jeden z najczęściej cytowanych polskich naukowców w dziedzinie biomedycyny, określany jako „twórca polskiej szkoły neuropsychofarmakologii”, w latach 1978–1992 dyrektor Instytutu Farmakologii PAN (który od 2019 roku nosi jego imię), żołnierz Armii Krajowej.

## Życiorys
Dorastał w Brześciu Litewskim. Po ustanowieniu Generalnej Guberni jego rodzina przeniosła się do Krakowa, gdzie Jerzy Maj ukończył szkołę średnią. Był aktywny w ruchu podziemnym. W lesie na wschód od Krakowa jesienią 1944 roku karabin maszynowy roztrzaskał mu prawy nadgarstek. Ranny, udał się do niemieckiego szpitala wojskowego. Gdy SS chciało go aresztować, uratował go niemiecki lekarz, który uznał go za niezdolnego do transportu.
W 1949 roku ukończył studia na Wydziale Farmacji Uniwersytetu Jagiellońskiego. W 1951 roku uzyskał stopień doktora nauk farmakologicznych w Zakładzie Farmakodynamiki Akademii Medycznej w Krakowie. Prowadził badania dotyczące farmakologii leków hipotensyjnych i farmakologii wstrząsu. Na przełomie lat 50. i 60. skupił się na psychofarmakologii. W 1962 roku uzyskał stopień doktora habilitowanego farmakologii.
W latach 1963–1967 kierował Zakładem Farmakologii Wydziału Lekarskiego i Zakładem Farmakodynamiki Wydziału Farmaceutycznego Akademii Medycznej w Lublinie. W tym okresie nawiązał pierwsze kontakty międzynarodowe.
W 1967 roku powrócił do Krakowa, gdzie podjął pracę w Zakładzie Farmakologii PAN. W latach 1967–1974 był tam kierownikiem Pracowni Farmakodynamiki. W 1971 roku został mianowany profesorem nadzwyczajnym. Równocześnie podjął zakrojoną na szeroką skalę pracę organizacyjną. Przy jego udziale Zakład Farmakologii w 1974 roku przekształcił się w Instytut Farmakologii PAN, po kolejnych dwóch latach przeniósł się do nowego obiektu przy ulicy Smętnej 12, a także znacząco podniósł stan kadrowy, osiągając na przełomie lat 70. i 80. XX wieku liczbę około dwustu pracowników.
W 1978 roku Jerzy Maj objął stanowisko dyrektora Instytutu Farmakologii PAN. Wcześniej, w latach 1975–1977, był zastępcą dyrektora Instytutu. W 1978 roku otrzymał tytuł naukowy profesora zwyczajnego. Zainicjował współpracę IF PAN z Instytutem Maxa Plancka w Göttingen.
Od 1979 roku był członkiem korespondentem, a następnie członkiem rzeczywistym Polskiej Akademii Nauk; od 1989 roku był członkiem Polskiej Akademii Umiejętności. W 1993 roku przeszedł na emeryturę. Pozostał aktywny w pracy zawodowej. W latach 1993–2002 był przewodniczącym Rady Naukowej Instytutu Farmakologii PAN.
Prowadził badania dotyczące roli dopaminy i noradrenaliny w mechanizmie działania leków psychotropowych, interakcji dopamina–serotonina w ośrodkowym układzie nerwowym, działania przeciwserotoninowego leków przeciwdepresyjnych, a także farmakologicznie nietypowych leków przeciwdepresyjnych oraz mechanizmu ich działania. Wysunął dwie oryginalne hipotezy dotyczące mechanizmu działania leków przeciwdepresyjnych: hipotezę znaczenia zwiększonej reaktywności ośrodkowych receptorów alfa-1 adrenergicznych oraz hipotezę wzrostu reaktywności i powinowactwa do agonistów receptorów dopaminowych D2 i D3.
Opublikował jako autor lub współautor ponad dwieście pięćdziesiąt oryginalnych prac badawczych w recenzowanych czasopismach naukowych, a także ponad dwieście prac o innym charakterze. Był jednym z najczęściej cytowanych polskich naukowców w dziedzinie biomedycyny po 1965 roku. „Za pracę w obszarze badań eksperymentalnych nad mechanizmami skutecznych leków przeciwdepresyjnych” otrzymał w 1981 roku Międzynarodową Nagrodę Anna-Monika III klasy.
Przez ponad dwadzieścia lat był członkiem Centralnej Komisji ds. Tytułów i Stopni Naukowych. Był członkiem założycielem i prezesem Polskiego Towarzystwa Framakologicznego, a także członkiem władz Międzynarodowej Unii Towarzystw Farmakologicznych (IUPHAR) i Europejskiego Kolegium Neuropsychofarmakologii (ECNP).
Był redaktorem naczelnym, a przez ponad trzydzieści lat również przewodniczącym komitetu redakcyjnego czasopisma Polish  Journal of Pharmacology. Ponadto brał udział w pracach komitetów redakcyjnych sześciu czasopism międzynarodowych. Był promotorem w dwudziestu siedmiu przewodach doktorskich. Wypromował dziewięciu doktorów habilitowanych. Wśród jego uczniów byli m.in. Jerzy Vetulani, Edmund Przegaliński i Ryszard Przewłocki.
Udzielał się społecznie jako przewodniczący Fundacji im. Jadwigi i Janusza Supniewskich przy Instytucie Farmakologii PAN. Miał dwóch synów: Andrzeja i Krzysztofa. Zmarł w 2003 roku w Krakowie. Został pochowany na cmentarzu Rakowickim, w kwaterze XVII, rząd wsch., miejsce po lewej Makowskich.
Był określany jako „twórca i niekwestionowany lider polskiej szkoły neuropsychofarmakologii”.

## Wyróżnienia i odznaczenia
- Międzynarodowa Nagroda Anna-Monika III klasy „za pracę w obszarze badań eksperymentalnych nad mechanizmami skutecznych leków przeciwdepresyjnych” (1981)[9];
- Doktorat honorowy Akademii Medycznej w Lublinie (1988);
- Doktorat honorowy Uniwersytetu Semmelweisa w Budapeszcie;
- Członkostwo honorowe Polskiego Towarzystwa Farmakologicznego;
- Członkostwo honorowe Niemieckiego Towarzystwa Psychiatrii Biologicznej;
- Dyplom honorowy Federacji Europejskich Towarzystw Farmakologicznych;
- Krzyż Kawalerski Orderu Odrodzenia Polski;
- Krzyż Oficerski Orderu Odrodzenia Polski;
- Medal 40-lecia Polski Ludowej[13]
- Członkostwo honorowe Deutsche Gesellschaft für experimentelle und klinische Pharmakologie und Toxikologie (1995)[2];
- Członkostwo honorowe Węgierskiego Towarzystwa Farmakologii Doświadczalnej i Klinicznej (Magyar Kísérletes és Klinikai Farmakológiai Társaság);
- Nagroda Prezesa Rady Ministrów „za wybitny dorobek naukowy” (1998)[14];
- Krzyż Komandorski Orderu Odrodzenia Polski „za wybitne zasługi w pracy naukowo-badawczej” (1999)[15];
- Krzyż Zasługi Republiki Federalnej Niemiec „za długoletnie orędowanie współpracy między polskimi i niemieckimi farmakologami” (2001)[6].

W 1988 roku Akademia Medyczna w Lublinie przyznała mu tytuł doktora honoris causa. 
Opracowano na podstawie materiału źródłowego.

## Upamiętnienie
25 marca 2019 roku Instytut Farmakologii PAN przyjął za swojego patrona Jerzego Maja, zmieniając nazwę na Instytut Farmakologii im. Jerzego Maja PAN. Z okazji nadania imienia Jerzego Maja Instytutowi Farmakologii, 22 października 2019 roku w Polskiej Akademii Umiejętności odbyła się konferencja zatytułowana Wspomnienie o prof. Jerzym Maju, twórcy polskiej szkoły psychofarmakologii, zorganizowana przez IF PAN przy współpracy z PAU.